# Список російських супергероїв
Нижче представлений список вигаданих персонажів, що є супергероями або суперлиходіями, родом з Росії та Радянського Союзу.

## Bubble Comics
Bubble Comics — найбільше комікс-видавництво у Росії, що кожного місяця публікує оригінальні супергеройські комікси.
- Данило Бісобой — похмурий месник, що знищує своїх демонічних ворогів за допомогою татуювань із крові диявола.
- Інок (справжнє ім'я Андрій Радов) — спадкоємець древнього артефакту — хреста, інкрустованого Силовими Каменями.
- Лілія Романова — звичайний московський підліток, яка приховує таємниці персоналу магічної бібліотеки, що намагаються утримувати баланс між нашим всесвітом і книжковими.
- Майор Грім (справжнє ім'я Ігор Грім) — умілий детектив із Санкт-Петербурга, відомий своєю сміливістю та безкомпромісним ставленням до злочинців усіх видів.
- Метеора — прізвисько легендарної космічної контрабандистки Олени Кузнєцової.
- Червона Фурія — найкращий злочинець у світі, завербований агентом Дельта з Міжнародного агентства контролю.

## DC Comics
- Анатол — колишній член і лідер Червоної Трійці (або Капіталістичних Кур'єрів), союзник Флеша.[1]
- Аня Савенлович — колишній Зелений Ліхтар.
- Бебек — колишній член Червоної Трійці і союзник Флеша.
- Большой — майстер бойових мистецтв, танцюрист та колишній член Народних Героїв.
- Бригада Червоних Зір — команда суперлюдей на обороні Росії.
- Валентина Восток — колишня Невидима Жінка з Дум Патруля.
- Вихор (Феодор Петрович Сорін) — член Союзу, має здатність створювати вихор навколо себе, змінюючи гравітацію.
- Вогняна Куля (Соня Чуйкова) — член Молодих Союзників.
- Вогняна Птаха (Серафина Аркадіна) — телепат, член команди підлітків-супергероїв Союз і племінниця Пожежі.[2]
- Злиття — троє людей під іменами Один, Два і Три, що здатні комбінувати свої тіла у єдину досконалу форму. З'являлися у коміксах The Outsiders vol. 1 #23–24.
- Касіопія — колишня учасниця Червоної Трійці, союзник Флеша.
- КГБіст (Анатолій Князев) — суперлиходій, кіллер, раніше ворог Бетмена, нині союзник Зеленої Стріли.
- Козак — один з альтернативних Бетменів інших національностей у коміксі Kingdome Come, чемпіон Росії.
- Креот (Олександр Креот) — союзник Хижих Пташок.
- Молот — надсильна металюдина, учасник Народних Героїв і чоловік Серпа.[3]
- Молотов — член Народних Героїв, експерт з вибухових речовин і вибухова металюдина.
- Морозко (Ігор Медвєденко) — член Союзу з кріокінетичними здібностями.
- Перун (Ілля Трепілов) — член Союзу з електрокінетичними силами.
- Пожежа — російський герой, раніше прив'язаний до Вогняного Шторму, колишній Червона Ракета, завербований Червоними Тінями.[4]
- Правда — член Народних Героїв, здатна до телепатії.
- Пролетаріат (Борис Михайло Домов) — радянський суперсолдат у часи Другої світової війни. З'явився у Flash vol. 2 #51.[5]
- Русалка (Машенька Медвєденко) — учасниця Союзу, здатна контролювати воду.
- Серп — суперсильна металюдина, дружина Молота і учасниця Народних Героїв.
- Сніжна Сова — колишній оперативник КДБ, здатний генерувати сильний холод.
- Стальний Вовк — результат радянських експериментів Другої світової, член Червоних Тіней і противник Вогняного Шторму.
- Супермен Червоний Син — альтернативна версія Супермена з однойменного коміксу, представлена як ярий комуніст-сталініст.
- Тундра — член Глобальних Вартових.
- Червона Зірка (Леонід Костянтинович Ковар) — колишній учасник та дійсний союзник Юних Титанів.[6]

### Wildstorm (ABC/Homage)
- Зима (Ніколас Андрійович Камаров) — учасник Штормової Вахти.
- Пустота — персонаж з WildC.A.T.s.
  - Андріанна Терешкова.
  - Нікола Ханнсен.

## Marvel Comics
- Авангард (Микола Криленко) — колишній Червоний вартовий, брат Темної Зірки, мутант, здатен відбивати енергію удару назад у бік противника. Член Зимової варти.
- Авіаудар (Дмитро Бухарин) — п'ятий пілот броні Багряний Динамо, член Народного Протекторату і Зимової варти.
- Анол (Віктор Борковський) — шістнадцятирічний мутант, учасник Людей Ікс, Нових Людей Ікс та Ескадрону Альфа. Псевдонім походить від родини плазунів (анолісові).
- Багряне Динамо — радянський (а пізніше російський) бронекостюм, пілотами якого за весь час було багато людей. Російська відповідь броні Залізної людини, часто з'являється як його ворог, рідше як супергерой, що працює на російську владу.
  - Антон Ванко, партнер Говарда Старка і батько Батога (у кіновсесвіті Marvel). Нині мертвий.
  - Борис Тургенов, короткотривалий лиходій.
  - Олександр Невський, власник більш удосконаленого костюму та член Титанічної Трійки.
  - Юрій Петрович, любовний інтерес Темної Зірки.
  - Дмитро Бухарин, член Зимової варти, союзник Месників. Нині відомий як Авіаудар.
  - Валентин Шаталов, член команди Ремонт-4, які прагнуть відродити сталінізм.
  - Грегар Вальський, невмілий пілот колишньої броні Бухарина, його легко перемогли Нік Ф'юрі та Капітан Америка.[7]
  - Геннадій Гаврилов, власник удосконаленої броні Антона Ванко.
  - Багряний Динамо IX (ім'я невідоме), з'явився під час сюжетної арки «Таємна війна», був членом армії Люсії фон Бардас. Цей бронекостюм створив Тінкерер.[8]
  - Багряний Динамо X, купив запчастини до броні на чорному ринку, пізніше був убитий Карателем.
  - Багряний Динамо XI, член Радянських Супер-Солдатів Альфа Гену (групи суперлюдей, поміщених у стазис після Холодної війни).
  - Борис Вадим, супергерой, член Зимової варти, нині мертвий.
  - Галина Немировська, член Зимової варти і ворог Залізної людини, описується як один із кращих пілотів Багряного Динамо за весь час.
- Батіг (Антон Ванко) — юний винахідник з російського селища, який мститься Залізній людині за смерть свого батька (насправді це була людина, що вкрала броню Старка). Не має жодного відношення до однойменного пілота Багряного Динамо.
- Бора — мутант, здатен генерувати сильний холод. Втратив здібності після децимації (зникнення сил у мутантів після події «Дім М»).
- Велика Ведмедиця (Михайло Урсус) — мутант, що здатен перетворюватися у сильного людиноподібного ведмедя. Член Народного Протекторату і Зимової варти, має проблеми з алкоголізмом.
- Воно! Живий Колосс — статуя за авторством скульптора Бориса Петровського, яка ожила через втручання прибульців.
- Восток — радянський робот-синтезоїд, здатний керувати іншими машинами. Також відомий як Супутник.
- Вранішня Зоря (Мар'я Мєшкова) — здатна до польоту і теплових сил, член Богатирів.
- Грегор Смердяков — мутант, здатний перетворюватися у живе дерево.
- Гремлін (Кондратій Тополов) — мутант, колишній Радянський Супер-Солдат, нині померлий.
- Доктор Вовк (Володимир Орєхов) — вміє змінювати форму тіла, лідер російської Фантастичної четвірки — команди Богатирі.[9]
- Залізна Завіса (Сімас) — мутант, член Російських Вигнанців, нині мертвий.
- Катюша — учасниця Першої Лінії, померла.
- Колосс (Петро Распутін) — член Людей Ікс, має здатність покривати тіло металевою шкірою, що підвищує силу і витривалість. З'являвся у багатьох фільмах про Людей Ікс, зокрема і в дилогії «Дедпул».
- Крейвен-мисливець — ворог Людини-павука, володіє покращеними інстинктами, професійний тактик і стратег.
  - Сергій Кравінов, брат Хамелеона.
  - Альоша Кравінов, син Сергія Кравінова і жінки-мутанта Каліпсо.
  - Ана Кравінова, дочка Сергія Кравінова, сестра Гріма Хантера і Альоші Кравінова.
- Меджік (Ульяна Миколаївна Распутина) — сестра Колосса, керує магією і здатна переміщуватися між вимірами. Аня Тейлор-Джой виконала роль героїні у фільмі «Нові мутанти».
- Ментак — мутант з Російських Вигнанців, володіє мозком п'ятого рівня, здатним до комп'ютерного аналізу, померлий.
- Михайло Миколайович Распутин — старший брат Колосса і Меджік з Людей-Ікс, колишній космонавт, нині мертвий.
- Мікула (Мікула Голубєв) — телепат і телекінетик, член Богатирів.
- Перун — слов'янський бог, член Народного Протектору, а пізніше і Зимової варти.
- Присутність (Сергій Крилов) — російський ядерний фізик, має здібності генерувати і керувати ядерною енергією.
- Розумник — один з Юних Богів, людина, перетворена у божество.
- Росіянин — суперлиходій, ворог Карателя.
- Святогор (Саша Покришкін) — сильна суперлюдина, член Богатирів.
- Сибірський кіт (Ілліч Лавров) — член Зимової варти, в минулому Російських Вигнанців. Мутант з котячими здібностями.
- Синтезатор (Зоя Васил'єва та Аркадій Тегай) — двоє мутантів, що об'єднуються в істоту на ім'я Синтезатор.[10]
- Сіяння (Таня Белінскі) — колишній Червоний вартовий, нині мутант, здатна керувати ядерною енергією.
- Сліпа Віра (Олексій Гарнов) — лідер Російських Вигнанців, підпільної групи мутантів. Він створив Підпільну безпечну систему мутантів, але втратив посаду після децимації.[11][12][13]
- Сталевий вартовий (Йосиф Петкус) — член Зимової варти, колишній Червоний вартовий.
- Струс (Михайло) — член Російських Вигнанців, помер.
- Темна Зірка — член Зимової варти і Радянських Супер-Солдатів.
- Титанічна людина (Борис Бульський) — власник міцної броні, добре озброєної та здатної літати.
- Трафарет — мутант з Російських Вигнанців.[14]
- Червоний вартовий — радянський, пізніше російський суперсолдат, відповідь американському Стіву Роджерсу.
  - Олексій Лєбєдєв — супергерой часів Другої світової, противник Капітана Америка і Немора на Постдамській конференції.
  - Олексій Шостаков — колишній чоловік Наташі Романової, агент КДБ СРСР. У виконанні Девіда Гарбора герой з'явиться у фільмі «Чорна вдова».
  - Таня Белінскі — нині мутант на прізвисько Сіяння.
  - Йосиф Петкус — член Зимової варти, тепер носить псевдонім Сталевий вартовий.
  - Красно Гранітський — союзник Маверика.
  - Антон — принаймні частково ЖМЛ (життєздатна модель людини; робот).
  - Микола Криленко — брат Темної Зірки, мутант, здатний відбивати енергію удару назад, нині відомий як Авангард.
- Червоний Епсилон (Іванов) — російський супер-солдат, генномодифікований космонавт з сильними телепатичними силами, зумів відновити спогади у Росомахи.
- Червоний Омега (Аркадій Россович) — серійний убивця, ворог Росомахи, володіє висувними (з рук) щупальцями, виготовленими з металу карбонарію.
- Чорна Вдова — ім'я багатьох персонажів. Більшість з них є вихідцями Червоної Кімнати, радянської спецакадемії, в якій дівчат ще змалечку робили професійними вбивцями та шпигунами.
  - Клер Воянт — найперша Чорна Вдова, яка не має жодного відношення до наступних героїнь. Володіє демонічними здібностями і вбиває людей, щоб передати їхні душі своєму господареві Дияволу. Працювала у часи Другої світової війни.
  - Наташа Романова — агент Щ.И.Т., один з найвідоміших учасників супергеройської команди Месники. У кіновсесвіті Marvel її роль виконує Скарлетт Йоганссон. У 2020 році вийде її сольний фільм
  - Олена Бєлова — союзник Романової, нинішній керівник Громовержців. У фільмі «Чорна вдова» роль виконала Флоренс П'ю.
- Фантазма — член Народного Протекторату і Зимової варти, керує магією та створює ілюзії.

### Epic
- Блискавка — персонаж з Wild Cards.

### New Universe
- Стейсі Інюшина — учасниця команди Псі-Сила з лікувальними силами.
- Червоне Сонце — команда російський паранормалів.[15]

## Інші видавництва

### Fleetway / Rebellion
- Микола Данте — крадій та авантюрист, пов'язаний з техно-органічною зброєю під назвою Гребінь.[16]

### Harvey
- Таня — член Медсестер Війни Коммандос.

### Image
- Анімус Прайм.
- Майя Антарес — чарівниця з світу Червоної Зірки.
- Червоний Прилив — короткотривалий аналог Флеша на сторінках коміксу Invincible.

### Love and Rockets
- Товаришка 7 — героїня з своїм фан-клубом.[17]

### UNForce
- Мати Росія — учасниця команди UNForce, героїня з Радянського Союзу.

#### Mercury Comics
- Атоміка — російська атомна суперлюдина.

## Суспільне надбання
- Октобріана з коміксу Октобріана і російське підпілля.

## Кіно і телебачення
- Захисники — команда російських супергероїв з однойменного фільму 2017 року.
- Іліохін — російський супергерой з манґи Kinnikuman Nisei.
- Кокетка Молотова — персонаж з мультсеріалу «Брати Вентура».
- Лінка — Планетар з Росії, фігурувала в американському анімаційному телешоу «Капітан Планета».
- Людина війни — персонаж манґи Kinnikuman.
- Чорна Блискавка (Дмитро Майков) — власник летючого ГАЗ-21 з однойменного фільму 2009 року.